# Wiertz Museum

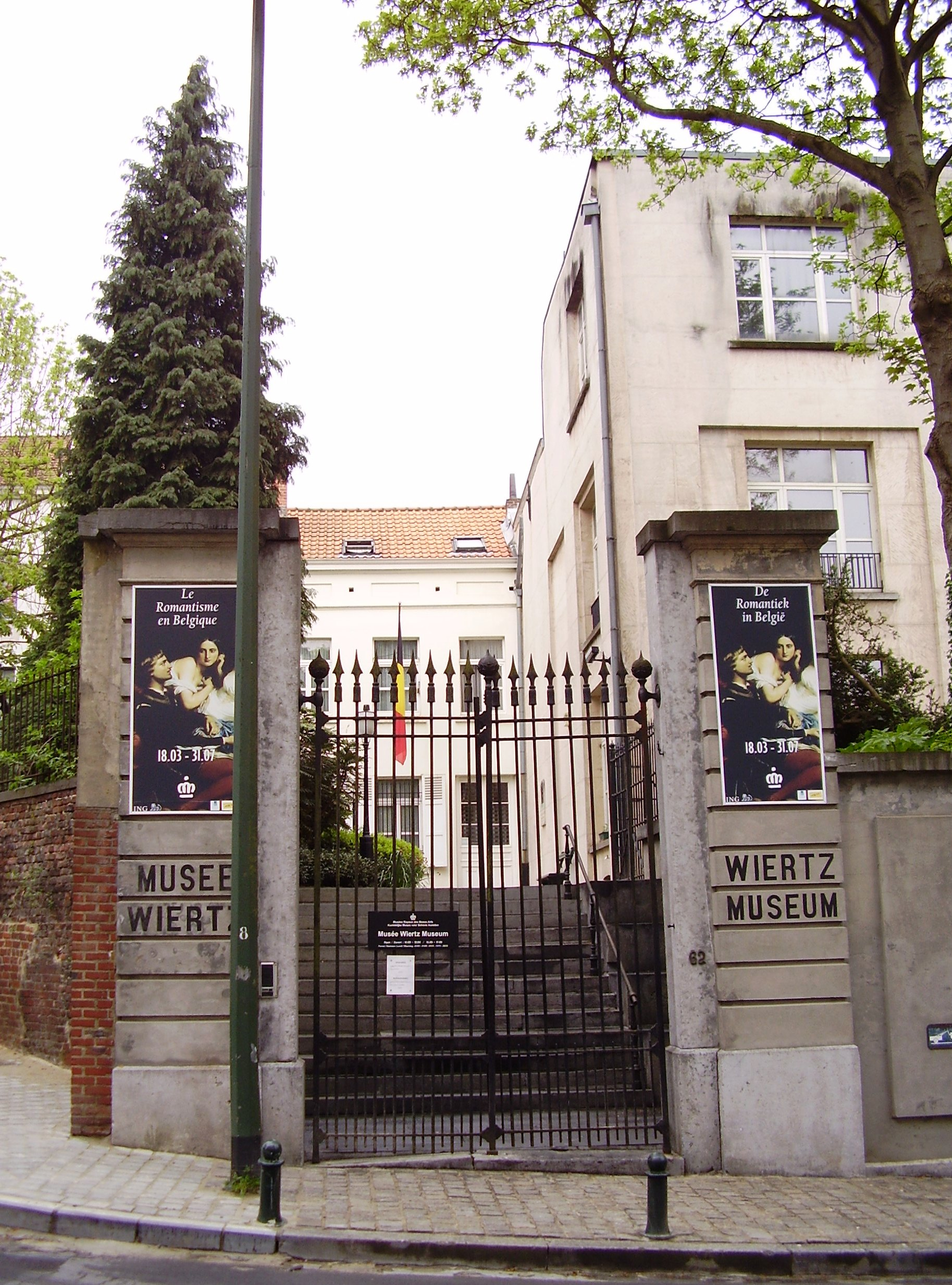
Wiertz Museum

Het Wiertz Museum (Frans: Musée Wiertz), voorheen het Antoine Wiertz Museum (Frans: Musée Antoine Wiertz), is een museum gewijd aan het oeuvre van één kunstenaar; de schilder, beeldhouwer en schrijver Antoine Wiertz (1806-1865). Het Wiertz Museum in de Vautierstraat in de Brusselse gemeente Elsene, werd als atelier met woning op kosten van de staat gebouwd voor de schilder Antoine Wiertz, die als tegenprestatie zeven monumentale schilderijen zou nalaten. Vrij kort na de dood van de kunstenaar werd het atelier een museum. Henri of Hendrik Conscience woonde vanaf 1868 in het huis, tot aan zijn dood in 1883.
Het Wiertz Museum is een onderdeel van de Koninklijke Musea voor Schone Kunsten van België te Brussel.